# Gönci Sándor
Gönci Sándor (Újpest, 1907. augusztus 19. – Budapest, 1994. augusztus 3.) fotóművész, a magyar szociofotó irányzat egyik jelentős képviselője.

## Életpályája
Eredeti foglalkozása textiltechnikus volt. Autodidakta úton kezdett el fényképezni. A Kassák Lajos által szervezett, baloldali Munka-kör tagjaként a szociofotó és a film foglalkoztatta. Nagy hatással voltak rá Eisenstein filmjei. 
Képei különböző hetilapokban, egy bécsi szociáldemokrata képeslapban, és skandináv lapokban is megjelentek. 
Idős korában természetfényképeket készített.

## Kiállítások
- 1931 A Munka csoport első kiállítása, Természetbarátok Turista Egyesülete
- 1932 A Munka  kiállítása, Atelier
- 1932 „A mi életünkből”, Damjanich János Múzeum, Szolnok
- 1937 Kispest szociográfiája, Városháza, Kispest
- 1981-82 Tény-kép. A magyar fotográfia története 1840-1981, Műcsarnok, Budapest
- 1989 A magyar szociofotó tegnap és ma, Fővárosi Képtár, Budapest
- 1992 Fotográfiák, Kassák Lajos Emlékmúzeum
- 1993 Életmű-kiállítás, Magyar Fotográfiai Múzeum, Kecskemét
- 1966 A magyar fotóművészet 125 éve, Magyar Nemzeti Galéria, Budapest

## Képek közgyűjteményekben
- Magyar Nemzeti Múzeum Történelmi Fényképtára, Budapest
- Kassák Lajos Emlékmúzeum, Budapest
- Kiscelli Múzeum, Budapest
- Magyar Fotográfiai Múzeum, Kecskemét